# Dorfkirche Groß Warnow
Die evangelische Dorfkirche Groß Warnow ist eine spätgotische Feldsteinkirche in Groß Warnow, einem Ortsteil der Gemeinde Karstädt im Landkreis Prignitz in Brandenburg. Die Kirchengemeinde gehört zum Pfarrsprengel Karstädt-Land im Kirchenkreis Prignitz der Evangelischen Kirche Berlin-Brandenburg-schlesische Oberlausitz.

## Lage
Die Landstraße 134 führt von Nordwesten kommend in südöstlicher Richtung durch den Ort. Von ihr zweigen nach Osten führend die Warnower Straße und die südlich gelegene Bäckerstraße an, die nach Norden abzweigend auf die Warnower Straße führt. Die Kirche steht westlich der Bäckerstraße und südlich der Warnower Straße auf einem Grundstück, das nicht eingefriedet ist.

## Geschichte
Das Dorf wurde erstmals 1312 urkundlich erwähnt, als Markgraf Woldemar den Zisterzienserinnen von Eldena fünf Hufen in villa Warnowe verkaufte. Ein Pfarrhof mit zwei Hufen erschien erstmals im Jahr 1542 in den Akten; zu dieser Zeit muss es demnach schon eine Kirche gegeben haben. Der Pfarrhof war 1558 auch mit Wiesen zu 2 Fuder Heu und 2 ½ Wispel Pachtkorn ausgestattet. Außerdem hatte er das Recht, auf der wüsten Feldmark Klein Warnow Holz zu schlagen. Für 1581 wurden drei Pfarrhufen ausgewiesen. Einen Küster gab es zu dieser Zeit nicht; ebenso fehlte er 1600. Die Bevölkerung wurde jedoch vom Kirchenpatron, der Familie von der Kruge zu Pröttlin, aufgefordert, einen Küster aufzunehmen, ihm ein Küsterhaus zu bauen und Unterhalt zu bezahlen, damit er Schulunterricht geben konnte. Die Kirche besaß einen Acker zu drei Scheffel Saat. Diese Fläche wurde 1558 mit zwei Scheffel Korn ums 3. Jahr bewirtschaftet. Im Dreißigjährigen Krieg dürfte das Bauwerk schwer beschädigt worden sein. Das Kirchenpatronat lag im Jahr 1775 bei den von Blumenthal zu Pröttlin und ab 1860 beim Gut Neuhausen. Unter dieser Herrschaft kam es 1865 zu einer tiefgreifenden Erneuerung, bei der auch der Westturm im Stil der Neogotik entstand. Da die Fundamente jedoch nicht tief genug gegründet worden waren, stürzte der fast fertige Bau zweimal ein. Groß Warnow war 1542 Mutterkirche (auch 1791, 1995) mit der Tochterkirche Reckenzin und gehörte ab 1919 zum Kirchenkreis Wittenberge. Die Dorfkirche Pinnow kam 1812 als Tochterkirche hinzu; die Bevölkerung von Neu Pinnow wurde 1900 eingekircht. Im Jahr 1967 kam Groß Warnow zum Kirchenkreis Perleberg-Wittenberge. Im Jahr 2021 erfolgte eine Restaurierung des Bauwerks.

## Baubeschreibung
Das Bauwerk entstand im Wesentlichen aus Feldstein, der unbehauen und nicht lagig geschichtet eingesetzt wurde. Der Chor ist gerade und gegenüber dem Kirchenschiff leicht eingezogen. Am Chorschluss sind zwei große, zugesetzte Rundbogenfenster, deren Fasche mit rötlichem Mauerstein eingefasst wurden und die sich nicht in der Gebäudeachse befinden. Nördlich der beiden Fenster befindet sich außerdem eine rundbogige Nische, die mit einer hölzernen Tür verschlossen ist. Dort könnte zu einer früheren Zeit eine Reliquie präsentiert worden sein und somit auf einen Wallfahrtsort hinweisen. An der Südseite ist ein weiteres Rundbogenfenster, dessen Fasche verputzt ist. Der Giebel wurde aus Fachwerk errichtet, das Gefach aus Mauerstein. In den oberen vier Feldern ist je eine Öffnung aus Mauerstein, die kreuzförmig gestaltet wurde. Im Nordosten des Chors könnte sich eine Sakristei befunden haben.
Das Kirchenschiff hat einen rechteckigen Grundriss und wurde ebenfalls aus Mauerstein erstellt. An der Nordseite ist ein dreifach gestuftes Spitzbogenportal, das je einem seitlich angeordneten Rundbogenfenster begleitet wird. An der Südseite ist in Richtung Westturm ein weiteres Rundbogenfenster mit einer verputzten Fasche.
Der querrechteckige und überschiffsbreite Turm im Stil der Neogotik kann durch ein großes Portal von Westen her betreten werden. An der Südseite ist im unteren Geschoss ein kleines Fenster, darüber ein höheres Rundbogenfenster. Oberhalb sind an der Nord- und Südseite je drei schmale Rundbogenfenster verbaut. Darüber erhebt sich das Glockengeschoss mit seitlichen Fenstern und Fialen.

## Ausstattung
Der Altar wird im Dehio-Handbuch als „ausdrucksvoll“, aber auch durch einen „steinimitierenden Ölfarbenanstrich entstellt“ bezeichnet. Er stammt aus dem Anfang des 16. Jahrhunderts. Im Mittelschrein ist eine Mondsichelmadonna aufgestellt, in den Flügeln befinden sich acht Heilige in zwei Registern. Die Madonna wird von Johannes der Täufer und dem Heiligen Georg begleitet. Wann der Altar überstrichen wurde, ist bislang nicht bekannt. In einer Chronik aus dem Jahr 1753 wurde die Farbfassung noch beschrieben: „In der Kirche daselbst ist noch ein altar aus den Katholischen zeiten, der mit farben und gold schön gezieret, und im grossen fache das Marienbild hat nebst den worten: o Coeli Regina, ora pro nobis Deum“. An den Flügelaußenseiten sind Reste der ursprünglichen Malerei erkennbar. Die hölzerne Kanzel stammt aus der Mitte des 16. Jahrhunderts. Seitlich ist eine Orgel eingebaut, so dass sich der Eindruck einer Altarwand ergibt. Das Instrument stammt von Martin Pfluge aus Wittenberge aus dem Jahr 1938. In der ebenfalls grauen Predella ist die Inschrift zu lesen: „Jesus Christus gestern und heute derselbe auch in Ewigkeit!“ (Heb 13,8 ).
Eine Besonderheit stellt das Gestühl mit Inschriften und Flachschnitzereien an den Wangen dar. Es ist auf das Jahr 1549 datiert und ebenfalls durch Ölfarbe entstellt. Die Inschrift ist in plattdeutsch gehalten. So steht auf dem Gestühl vorne links: „DE. HERE. bEWAR. DINEN. INGANCK. VNdE. DINEN. VThGANCK. THO. DER. EWIGEN. SALICHEIT. AMEN. I.N.R.I“ – eine Kombination aus dem Psalm 121,8 und dem Brief an die Hebräer 5,9. Der Entwurf der Wangen dürfte auf den damaligen Pfarrer zurückgehen, von dem bislang nur der Name bekannt ist, der ebenfalls auf einer Wange erscheint: „DOMINVS. ANTONIVS. MOLLER“. Ausweislich eines Visitationsbescheides aus dem Jahr 1558 dürfte er nach der Reformation in die Kirche gekommen sein und sein Amt über eine lange Zeit ausgeführt haben: „possessor Er Antonius Moller, ist bei 16 jaren da gewest“. Neben floralen Elementen ist das Gestühl auch mit zwei volkstümlich gearbeiteten Köpfen verziert. Das Gestühl wirft zahlreiche Fragen auf, etwa ob die Dorfbevölkerung lesen und schreiben konnte. Die Küsterstelle war zu dieser Zeit unbesetzt.
Im Boden befindet sich ein Inschriftengrabstein mit Ranken und Wappen aus dem Jahr 1703. Das Bauwerk ist im Innern flach gedeckt; es gibt eine Winterkirche.